# Дзвони (Рахманінов)
«Дзвони, op. 35» (рос. Колокола) — поема Сергія Рахманінова для тенора, сопрано, баритон, хору і оркестру, написана у 1912–1913 роках.
Літературною основою твору стала поема «Дзвони» американського письменника Едґара По в перекладі Костянтина Бальмонта, цю поему Рахманінову надіслала його учениця Марія Данилова. Тематика твору надихнула композитора, який з раннього дитинства чув зачарований звук церковних дзвонів. Прем'єра твору відбулася у листопаді 1913 року у Санкт-Петербурзі. Виданий твір у 1920 році, а в 1936 році був опублікований переглянутий варіант.
Поема «Дзвони» складається з чотирьох частин, в кожній з яких оспівується звук дзвонів, що супроводжують людину від її народження до смерті:
- I Allegro ma non tanto (тенор у супроводі хору і оркестру) — звук срібних дзвіночків на санях — метафора молодості,
- II Lento (сопрано у супроводі хору і оркестру) — звук золотих весільних дзвонів — метаформа кохання,
- III Presto (хор і оркестр) — звук латунних сигнальних дзвонів — метафора загроз і страху,
- IV Lento lugubre (баритон або бас у супроводі хору і оркестру) — звук залізних похоронних дзвонів, як метафора смерті.